# Parc national de Royal Natal
Le parc national de Royal Natal est un parc national qui s'étend sur 81 kilomètres carrés, il est situé dans la province du KwaZulu-Natal en Afrique du Sud et fait partie du site du patrimoine mondial du parc du Drakensberg.

## Histoire
Créé en 1916 il ne s’agit pas d’un parc national géré par Sanparks mais d’un parc provincial géré par le Ezemvelo KZN Wildlife. Ce parc est inclus dans le Parc du Drakensberg et plus largement le Parc transfrontalier Maloti-Drakensberg partagé avec le Lesotho.
Les principales attractions du parc sont l’amphithéâtre, une paroi rocheuse de 5 kilomètres de long et pouvant atteindre 1 200 mètres de haut, le sommet du Mont-Aux-Sources où les rivières Orange et Tugela trouvent leur source, ainsi que les chutes Tugela, hautes de 948 mètres, les plus hautes au monde.

## Galerie

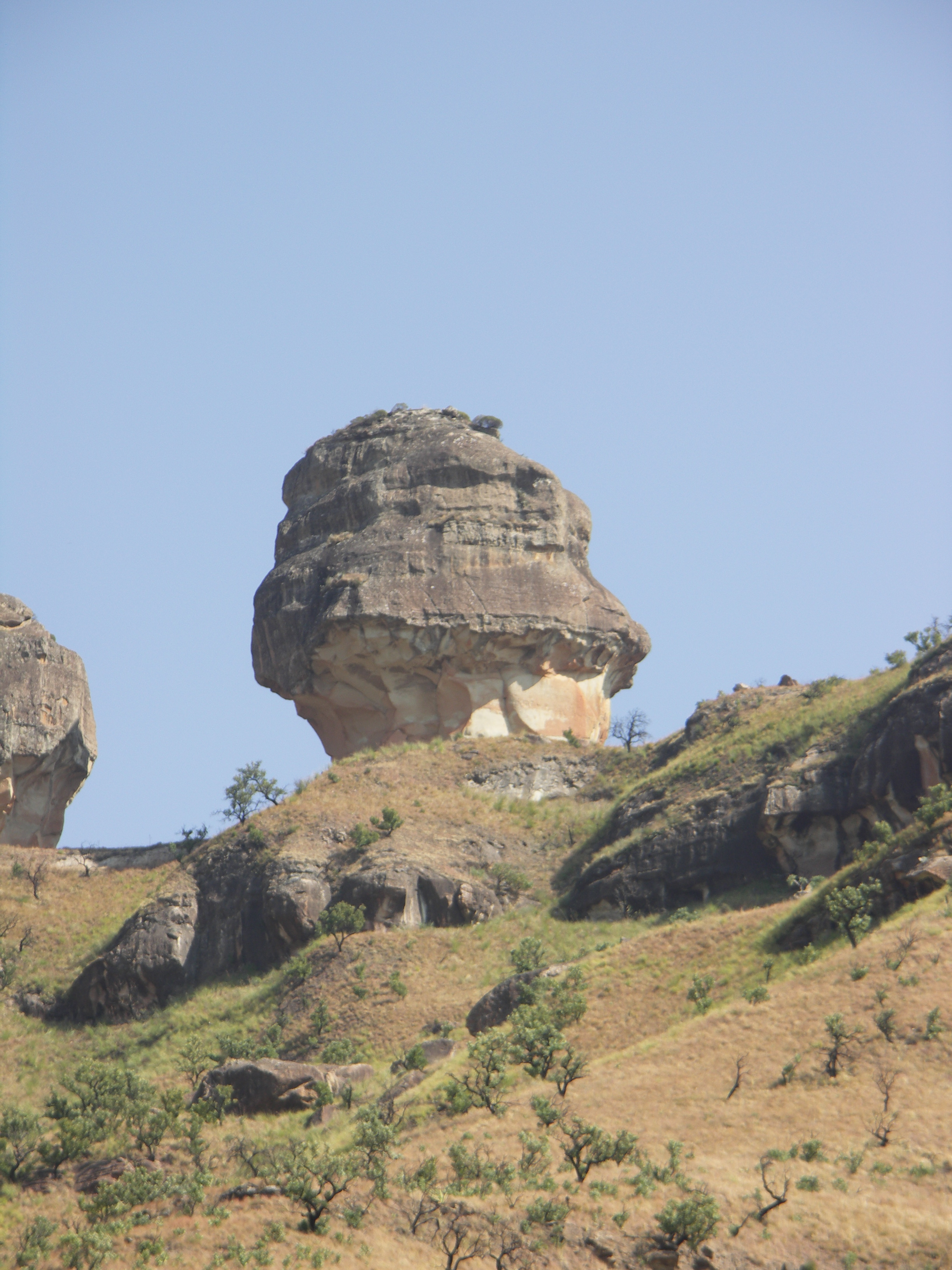
Le chapeau de gendarme
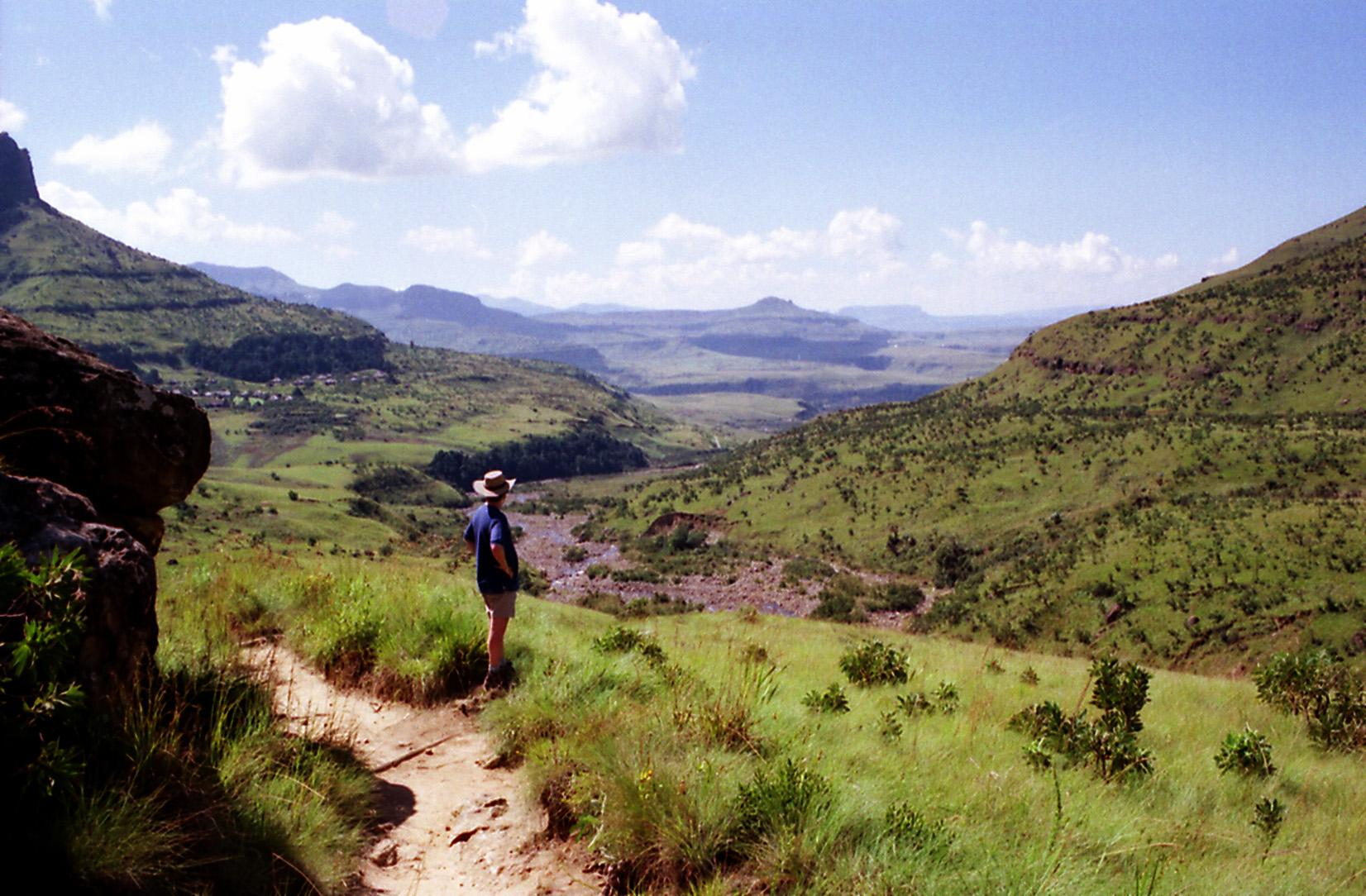
Trail au sein du Royal Natal National Park
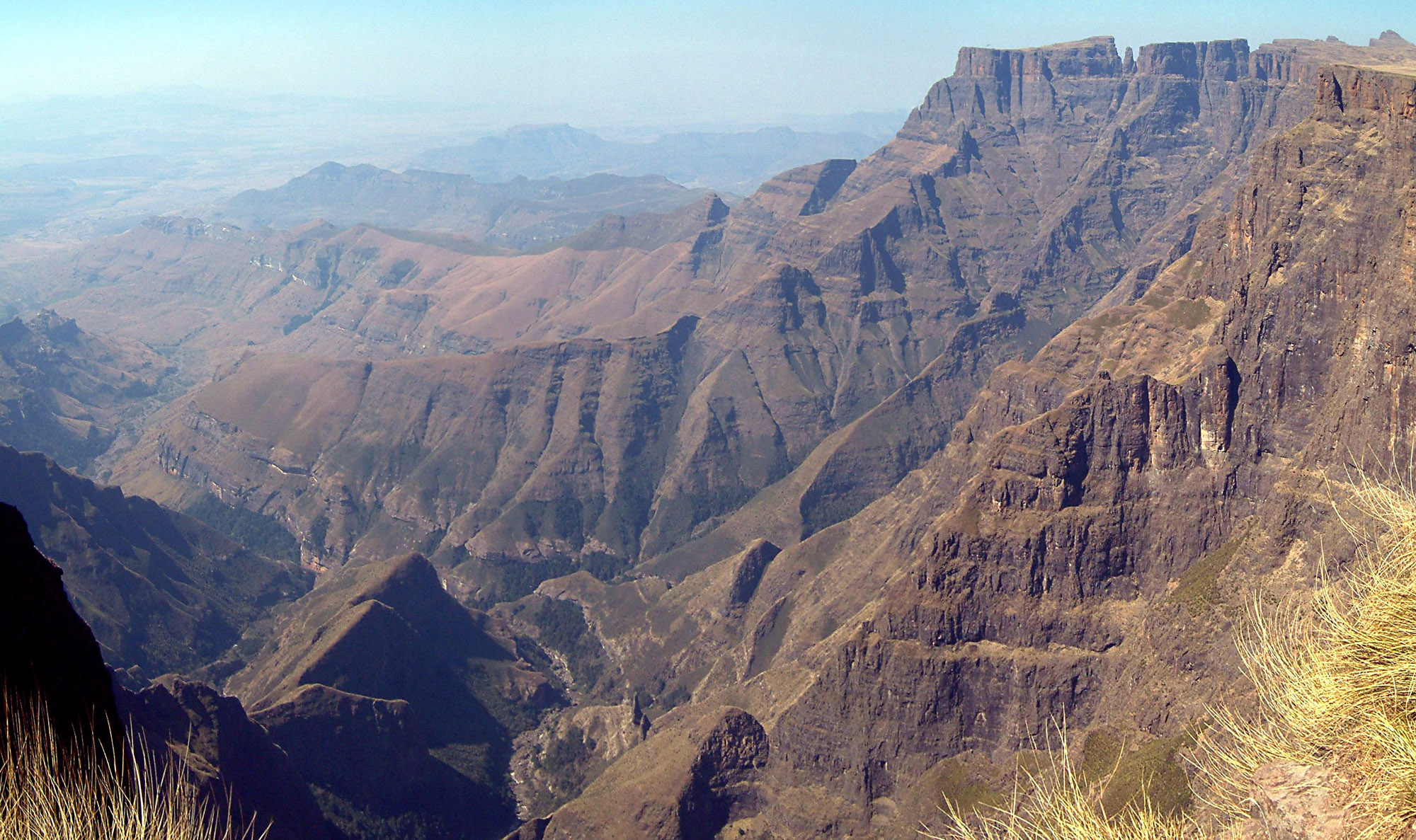
Vue sur l'Amphithéâtre
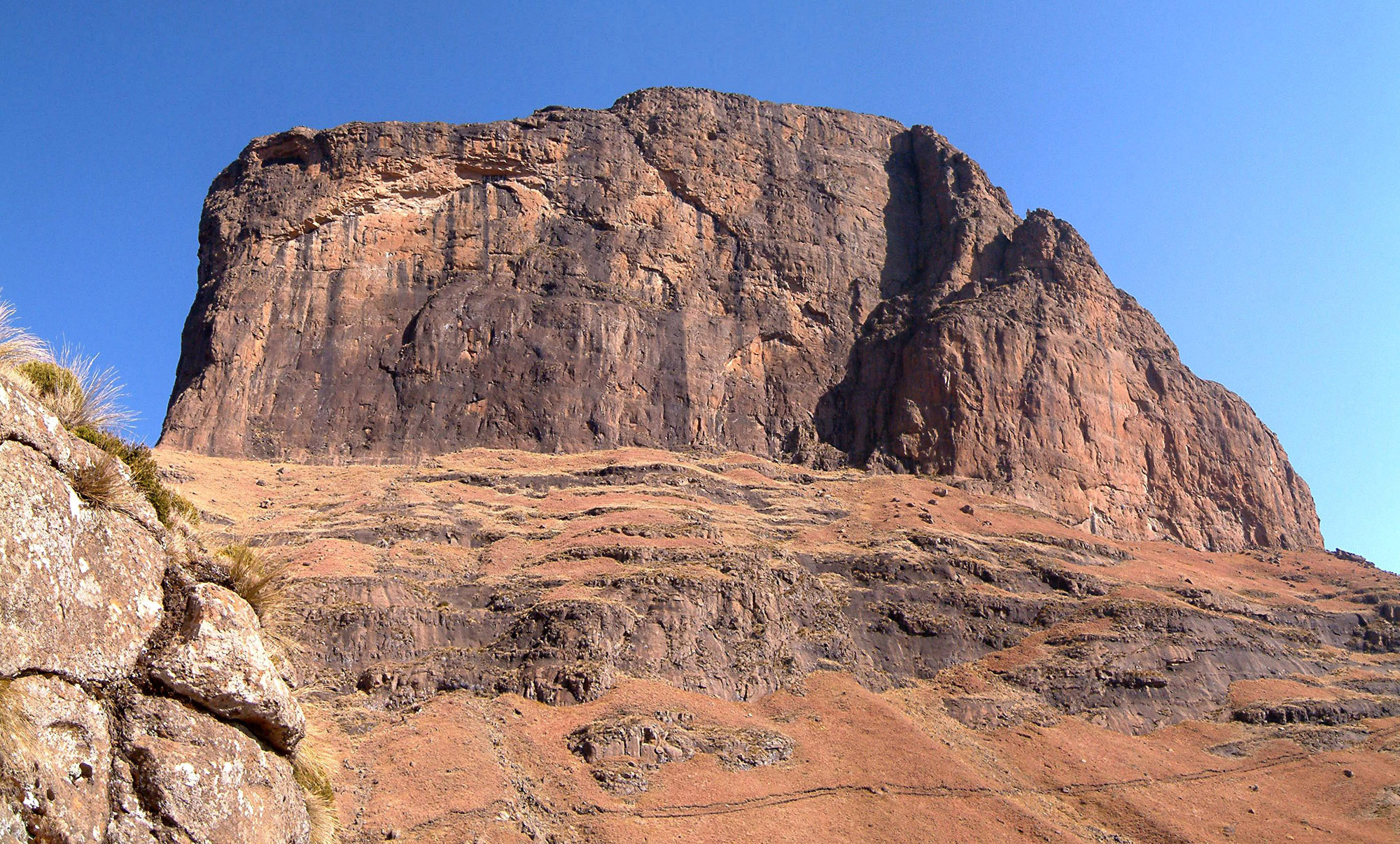
Sentinel Peak
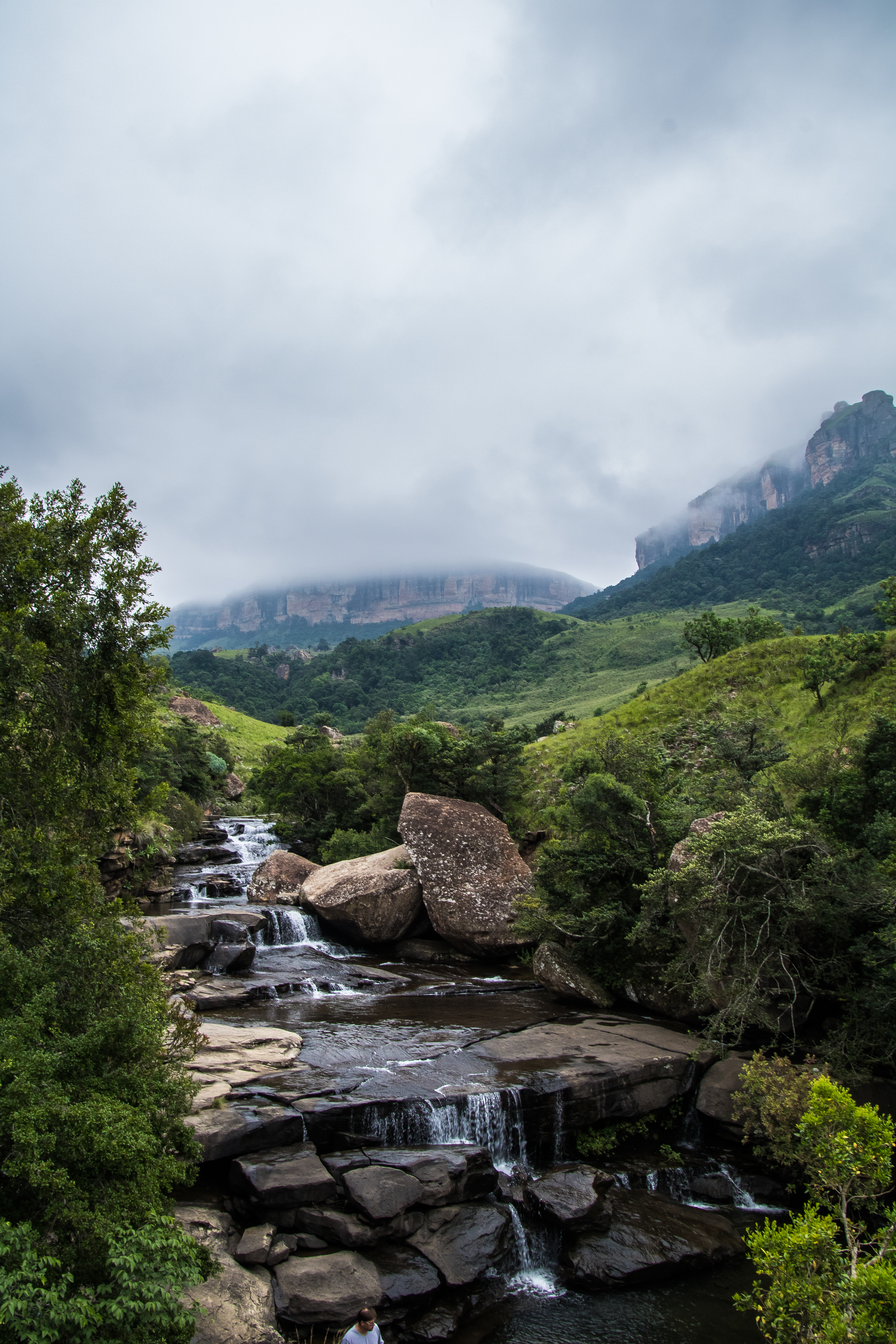
La rivière Mahai
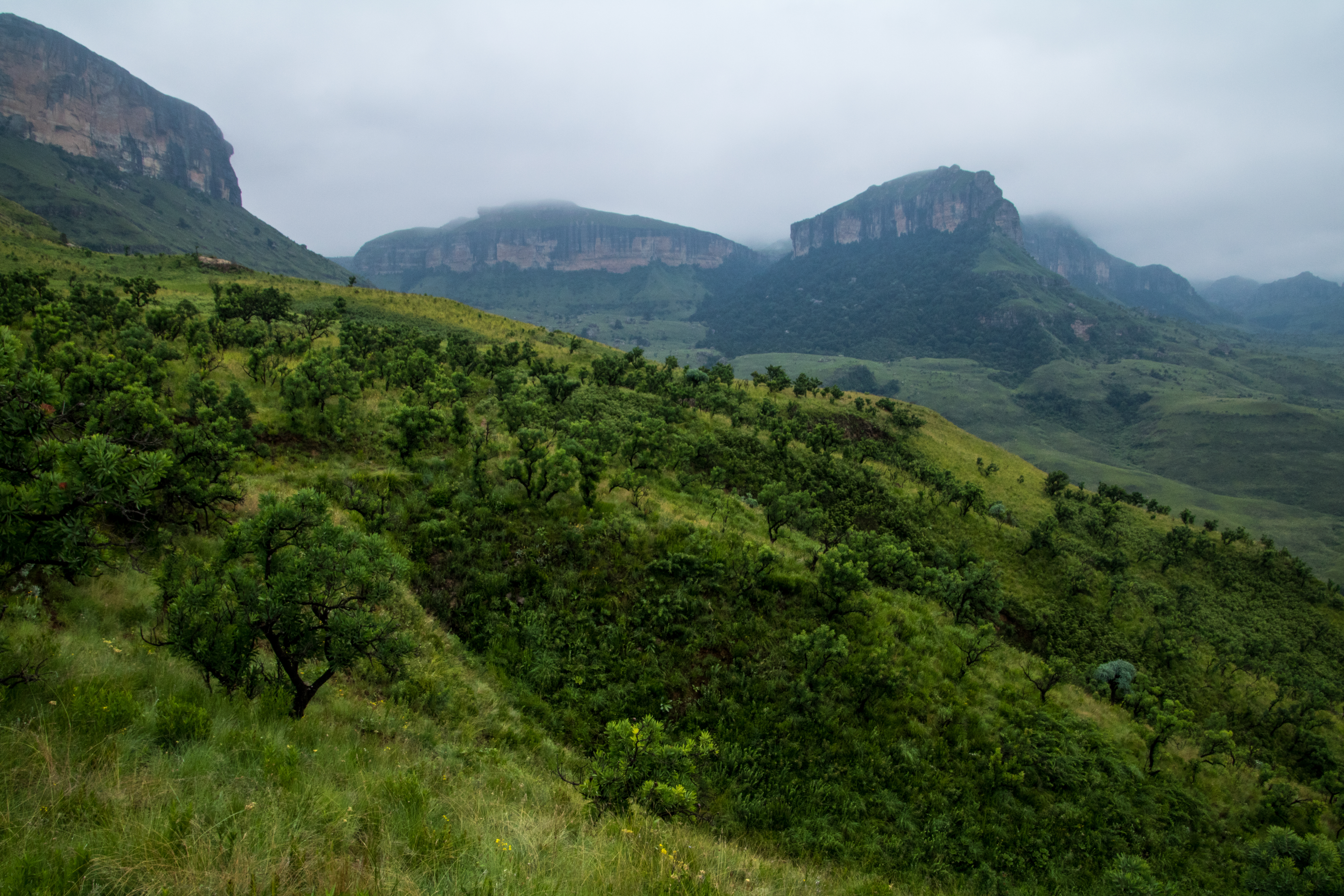
paysage verdoyant en été
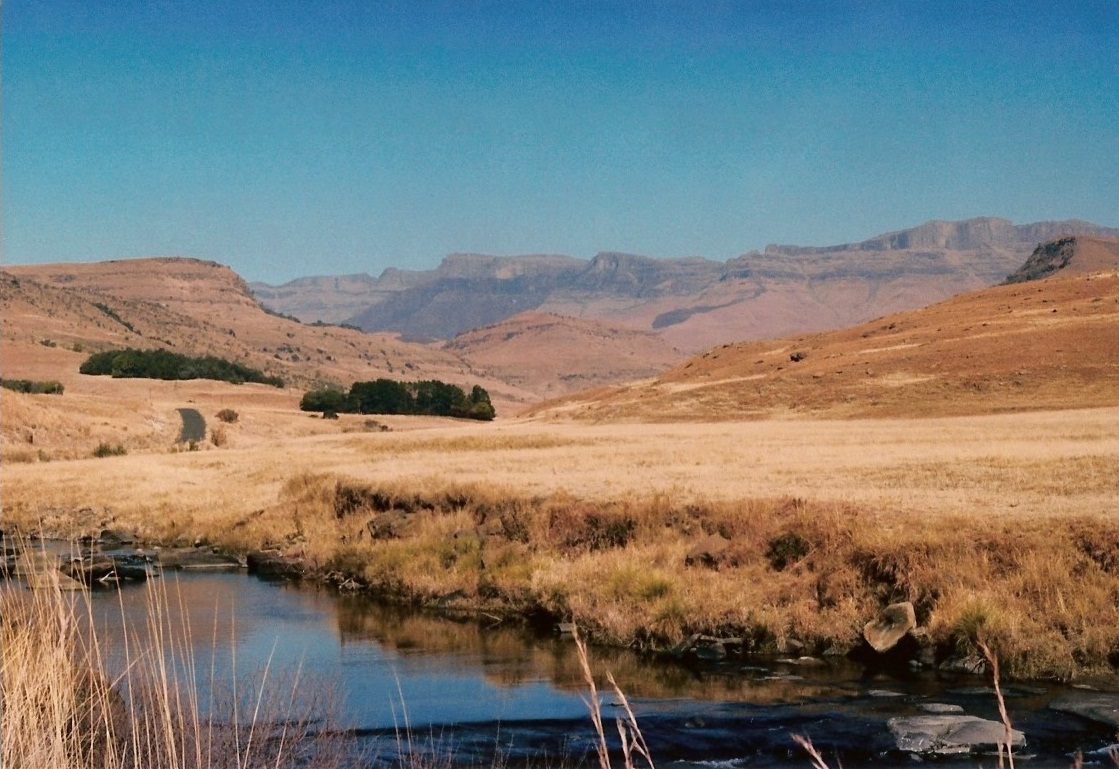
végétation jaunie en hiver